# Uclesia petiolata
Uclesia petiolata är en tvåvingeart som först beskrevs av Villeneuve 1929.  Uclesia petiolata ingår i släktet Uclesia och familjen parasitflugor. Inga underarter finns listade i Catalogue of Life.